# Elmo russo a mezza-maschera
Elmo russo a mezza-maschera è il nome con cui si indica l'elmo in metallo in uso presso le forze armate dei Rus' di Kiev derivato dall'elmo vichingo. Costituito da un coppo semisferico leggermente appuntito, era caratterizzato da un lungo nasale assicurato ad una piccola visiera incernierata al coppo che sagomava il bordo degli occhi. Veniva solitamente rinforzato da un velo di maglia di ferro (prilbic) a protezione del volto e delle spalle.

## Storia
L'elmo a mezza-maschera, diretta derivazione dell'elmo vichingo sviluppato nel VI-VII secolo, era ancora in uso nel Rus' di Kiev nel XII-XIII secolo, ove costituiva il locale equivalente del bacinetto in uso ai milites dell'Europa occidentale. Differentemente dal bacinetto, però, l'elmo russo non veniva calzato sopra un camaglio a cuffia, bensì era rinforzato da una maglia di ferro rivettata (prilbic) per la protezione del collo e delle spalle.

Rispetto all'archetipo vichingo, l'elmo russo (Шлем - italianizzazione Shlem) iniziava però a presentare evidenti tracce di contaminazione stilistica orientale, dovute alla sempre più massiccia presenza di turco-tartari nelle terre controllate dal principato di Kiev, una delle cui principali risorse importate da oriente erano, oltretutto, proprie le armi.
I più importanti ritrovamenti sono avvenuti a Lysoko (presso Jur'ev-Pol'skij), Nikol'skoe (Oblast' di Leningrado), Gorodišče (Oblast' di Penza), Noginsk e Kiev.

## Costruzione
L'elmo a mezza-maschera si componeva di:
- calotta "a coppo" realizzata da diverse piastre collegate tra loro da archi metallici rivettati, poi superficialmente coperte da lamine di metallo più pregiato. Rispetto al modello norreno di partenza, il coppo russo è privo della cresta in metallo di rinforzo e presenta invece spesso una sommità puntuta o cuspidata di derivazione orientale. In alcuni modelli, sempre di derivazione più orientale che scandinava, il coppo è "a spicchi";
- visiera in metallo "a mezza maschera" protrundente un lungo nasale, in alcuni casi ingrandita dalla presenza di due lobi inferiori. I rivetti di aggancio della visiera alla calotta sono sempre protetti da protuberanze metallica arcuate. In alcuni modelli, la maglia metallica per la protezione del collo e del volto (prilbic[4]) era direttamente assicurata ai fori posti lungo il bordo inferiore della visiera;
- sono del tutto assenti i guanciali ed il para-nuca.

L'impianto decorativo più tipico e diffuso è la presenza, sopra alle cerniere di aggancio della visiera, di una piastrina metallica di 10–15 cm d'altezza decorata dall'incisione della figura di un santo patrono (v. "Elmo di Jaroslav II").